# Cristianesimo in Iran

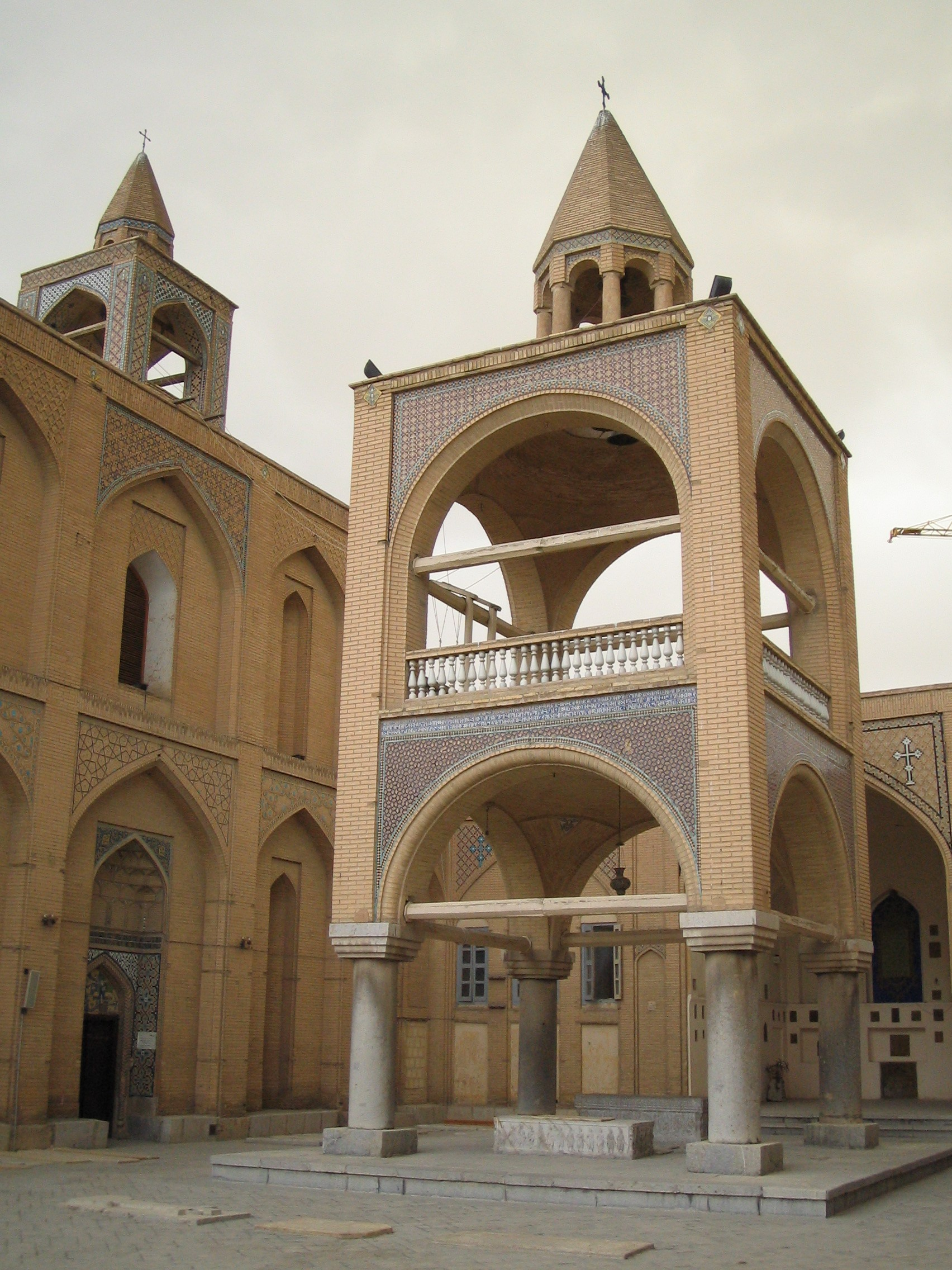
La Cattedrale di Vank armena ortodossa ad Esfahan risalente alla dinastia dei Safavidi.

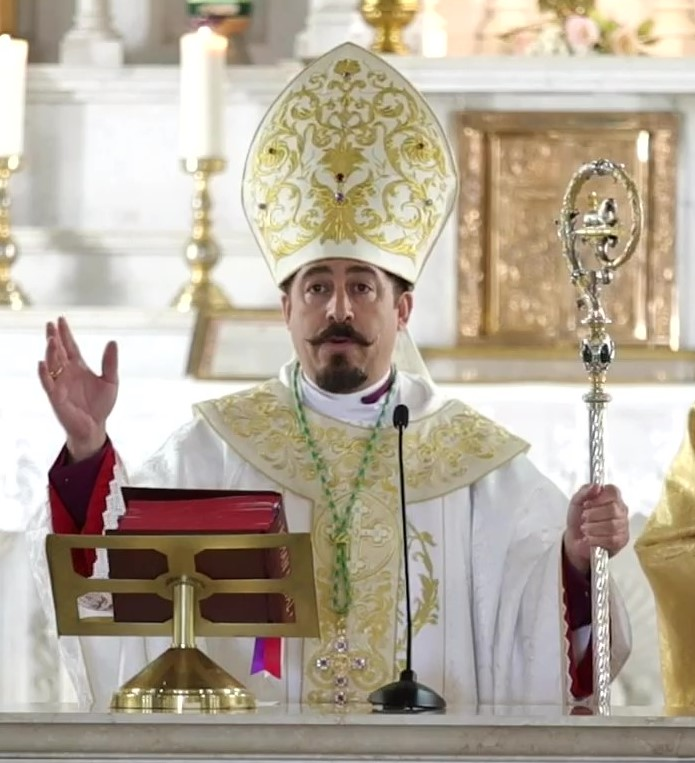
Mons. Edik Baroni, un vescovo di origine armeno/iraniana

Il cristianesimo in Iran ha una lunga storia, che risale ai primi anni della fede. Il cristianesimo è una religione che è stata praticata in Iran più a lungo dell'attuale religione di Stato, l'Islam. È sempre stata una religione di minoranza, con la maggioranza costituita prima della conquista islamica dallo Zoroastrismo, dal sunnismo nel Medioevo e dallo Sciismo in seguito fino ai tempi moderni - anche se aveva una rappresentanza molto più grande in passato di quanto non sia oggi. I cristiani in Iran hanno giocato un ruolo significativo nella storia locale. Oggi ci sono almeno 600 chiese per 300.000-370.000 cristiani in Iran.

## Situazione attuale
Nel 1976, il censimento ha riferito che la popolazione cristiana contava 168.593 persone, per la maggior parte armeni. A causa della guerra Iran-Iraq nel 1980 e la dissoluzione dell'Unione Sovietica nel 1990, quasi la metà degli armeni migrarono nella Repubblica di Armenia di recente indipendenza; la tendenza opposta si è verificata dal 2000 in poi, ed il numero dei cristiani con cittadinanza iraniana è aumentato a 109.415 nel 2006. Allo stesso tempo, una notevole immigrazione di assiri provenienti dall'Iraq è stato registrato a causa dei massacri e delle molestie verificatesi nell'Iraq post-Saddam. Tuttavia, la maggior parte di questi nuovi migranti non possiedono la cittadinanza iraniana. Nel 2008, l'ufficio centrale dell'Unione Internazionale degli Assiri è stato ufficialmente trasferito in Iran dopo essere stato ospitato negli Stati Uniti per più di quattro decenni.
| Census | Cristiani | Popolazione totale | Percentuale | +/-  |
| 1976   | 168,593   | 33,708,744         | 0.500%      | ...  |
| 1986   | 97,557    | 49,445,010         | 0.197%      | -42% |
| 1996   | 78,745    | 60,055,488         | 0.131%      | -19% |
| 2006   | 109,415   | 70,495,782         | 0.155%      | +39% |